# Палац Орбеліані
Палац Орбеліані (груз. ორბელიანის სასახლე) або Резиденція Атонелі (груз. ათონელის რეზიდენცია) — офіційна резиденція президента Грузії. Розташована на вулиці Атонелі в центрі Тбілісі.

## Історія
Первісна будівля, яка не збереглася, датується 18 століттям і була подарована кахетинським царем Теймуразом II своєму зятю Дмитру, брату Сулхан-Саба Орбеліані. Попередня будівля була зруйнована, а нинішня була побудована на її місці наприкінці XIX століття. Останнім мешканцем палацу був Грігол Орбеліані. Свого часу будівля слугувала посольством США в Грузії. У 2013 році на реставрацію палацу було витрачено близько 25 мільйонів грузинських ларі.

### Президентська резиденція

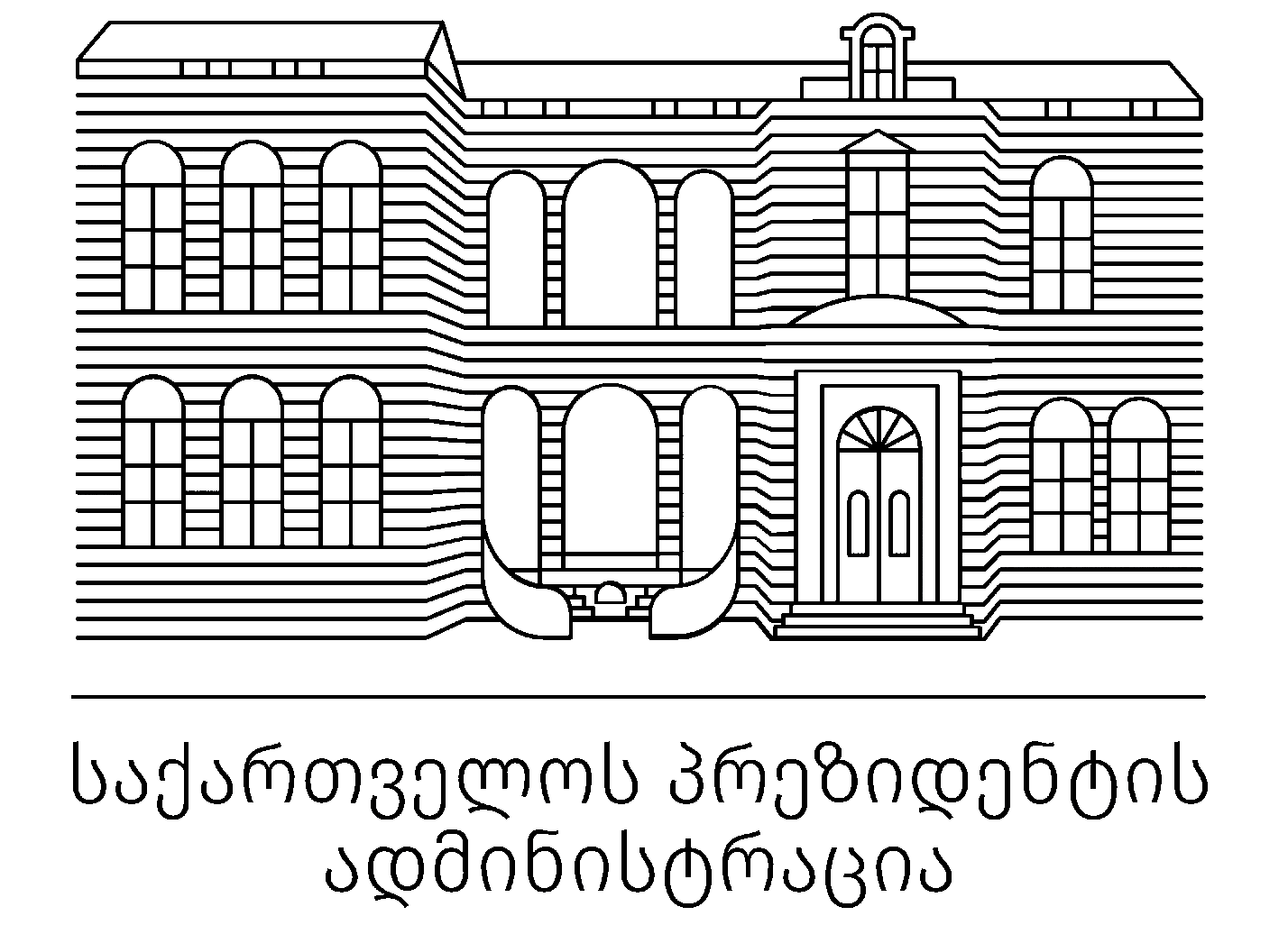
Логотип Адміністрації президента Грузії із зображенням палацу

Грузинський політик і колишній французький дипломат Саломе Зурабішвілі під час своєї президентської кампанії 2018 року заявила, що в разі обрання не працюватиме в президентському палаці Авлабарі. Цей палац, відкритий у липні 2009 року, був побудований за часів президентства Міхеїла Саакашвілі, з яким у Зурабішвілі були розбіжності. Зурабішвілі заявляла, що надає перевагу палацу Орбеліані, оскільки він більш стриманий, і що члени родин Орбеліані та Бараташвілі, які колись там мешкали, були її історичними предками.
Після свого обрання вона зустрілася з президентом Георгієм Маргвелашвілі, який залишає посаду, в палаці Авлабарі, перш ніж переїхати до палацу Орбеліані 18 грудня 2018 року.

## Галерея

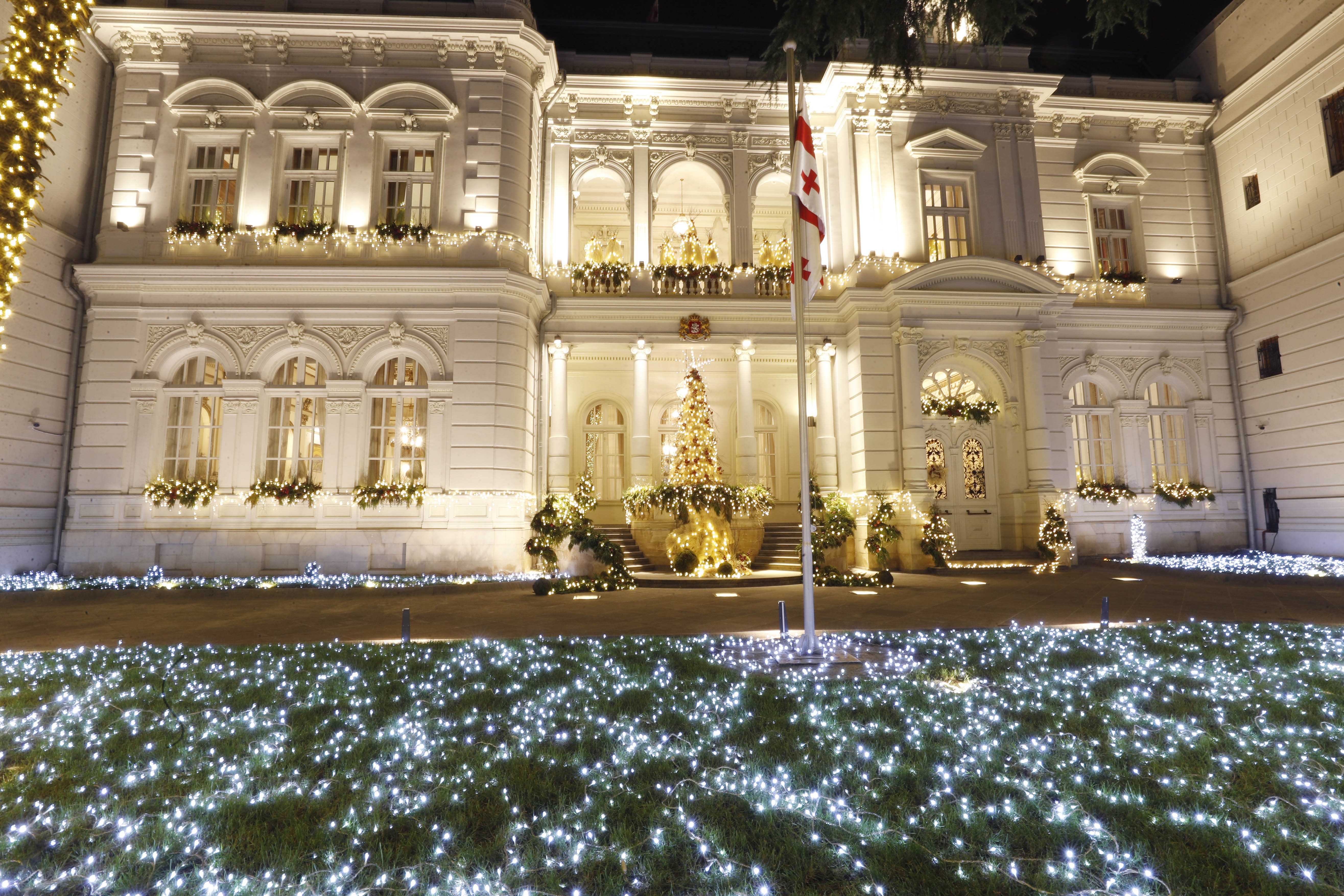
Палац Орбеліані прикрасили до Різдва
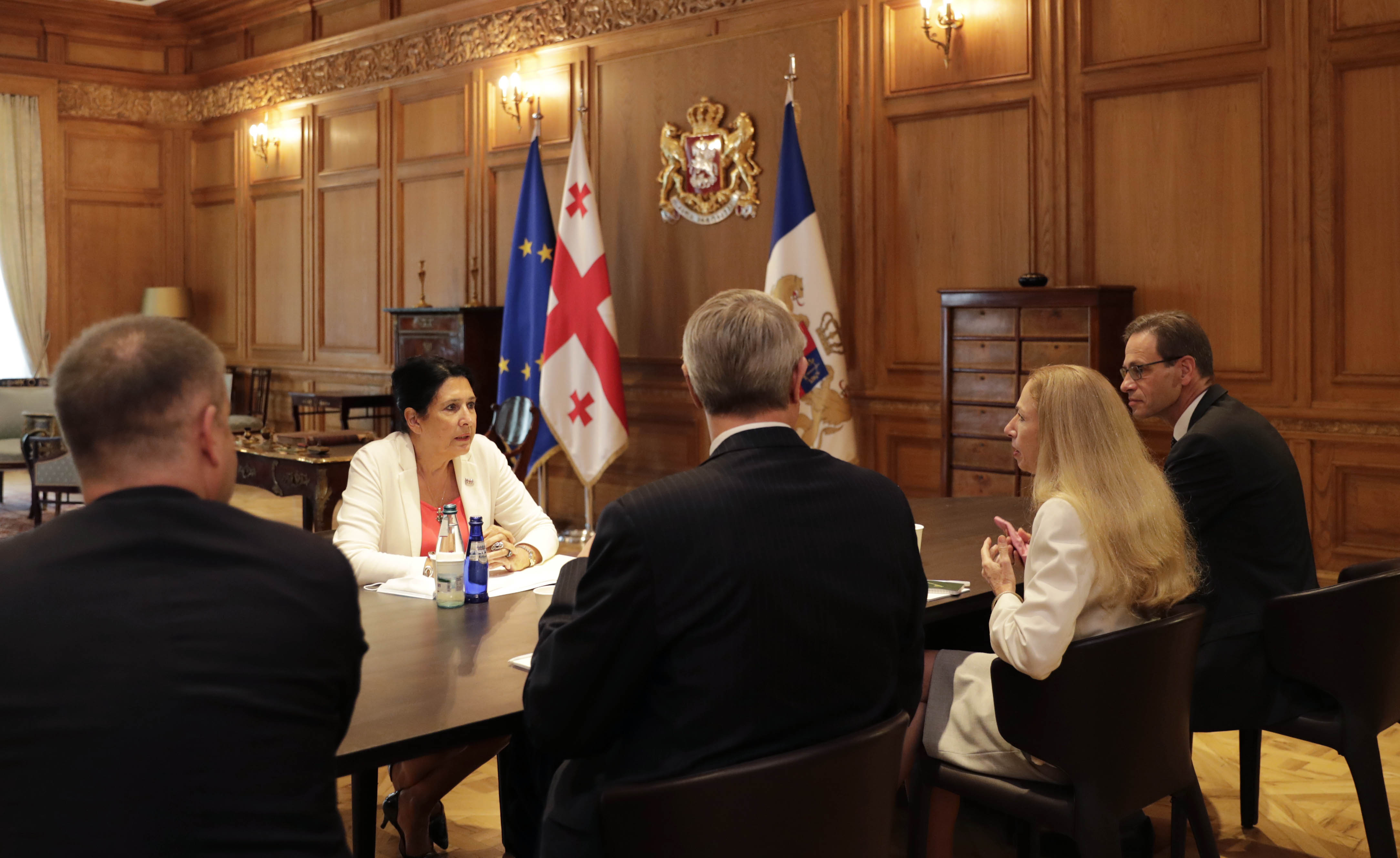
Президент Грузії зустрілася з іноземними послами в палаці Орбеліані
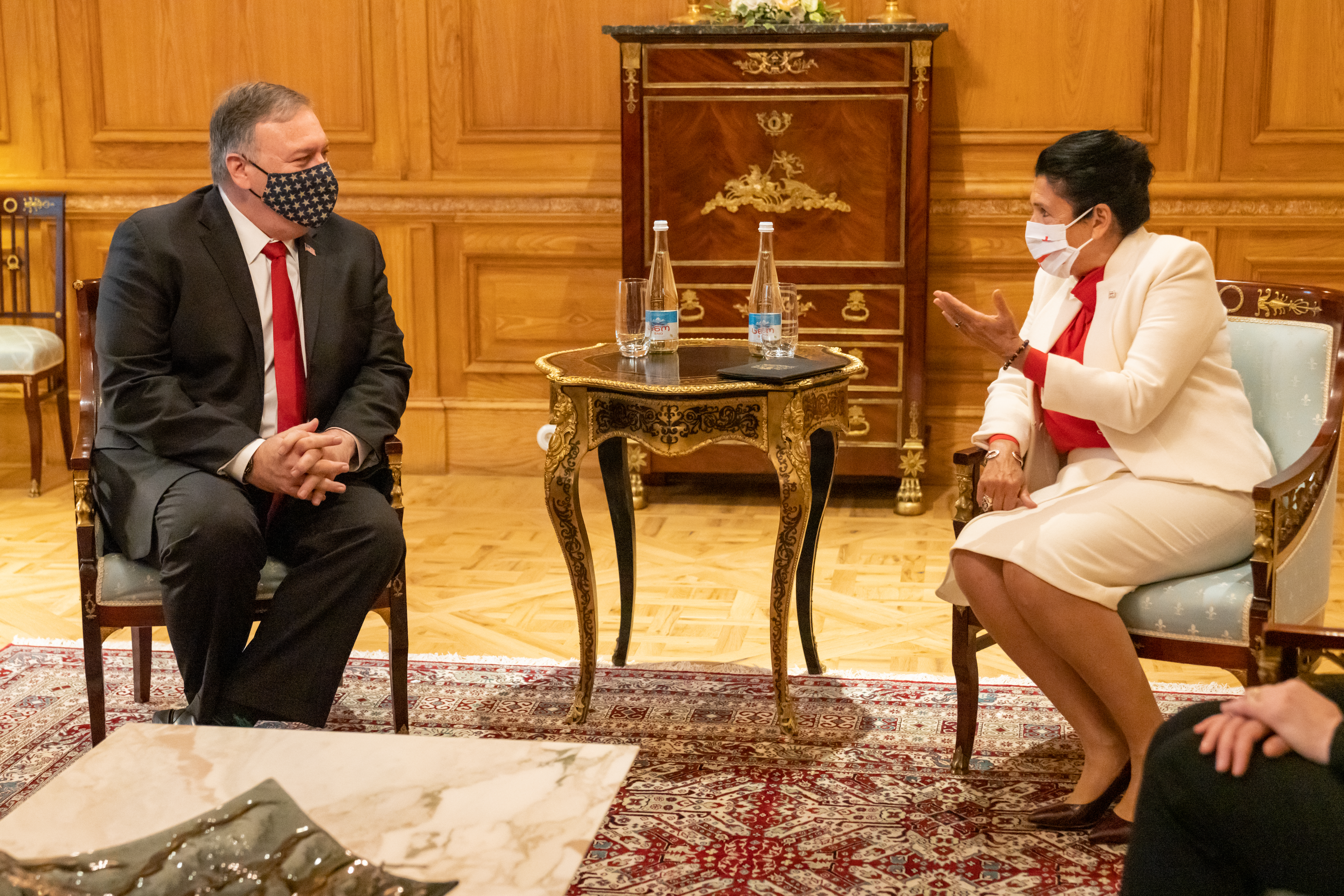
Президент Грузії зустрілася з Держсекретарем США Майком Помпео
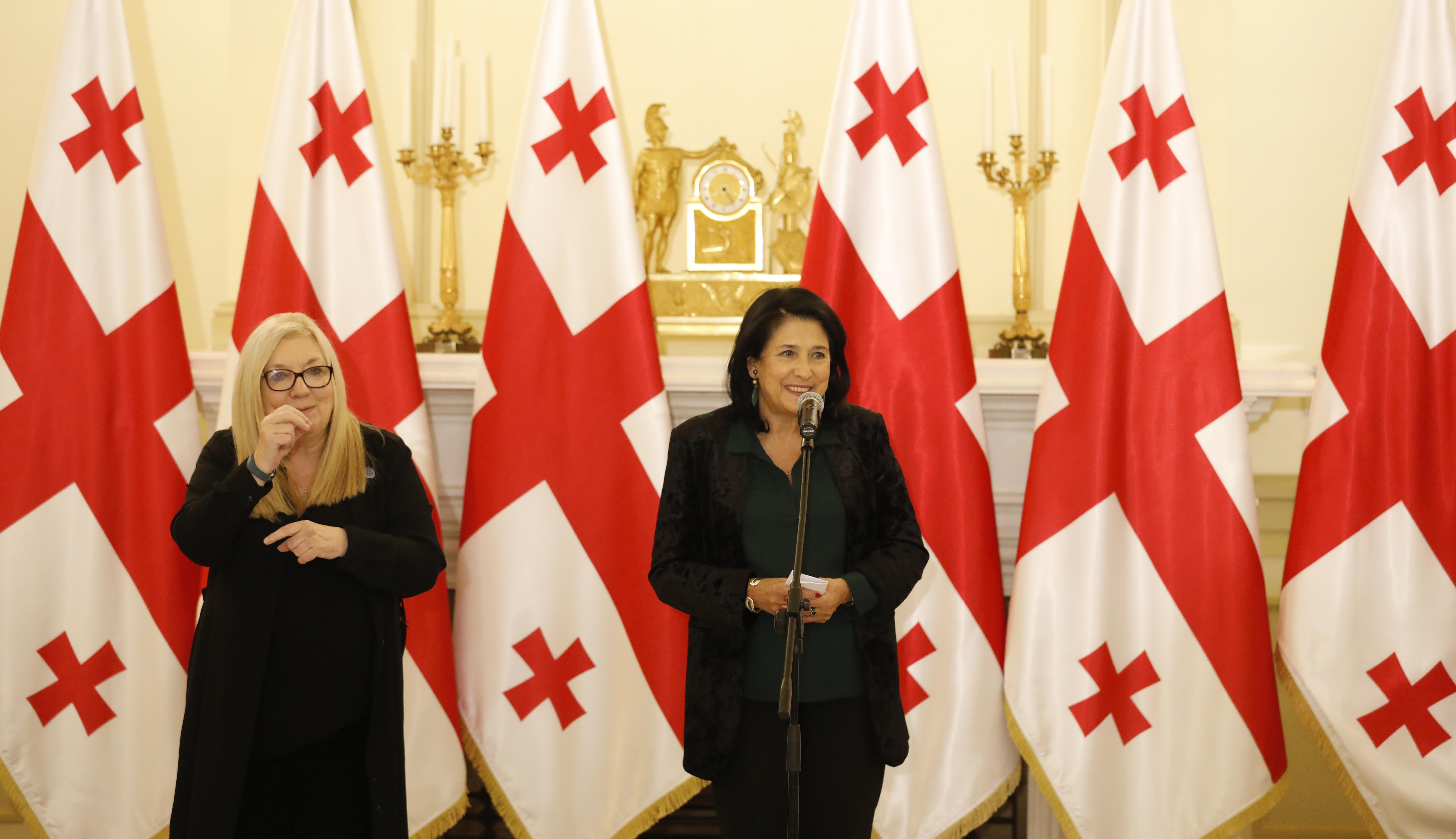
Президент Саломе Зурабішвілі звернулася до Асоціації глухих